# Папужинська сільська рада
Папужи́нська сільська́ ра́да — адміністративно-територіальна одиниця та орган місцевого самоврядування в Тальнівському районі Черкаської області. Адміністративний центр — село Папужинці.

## Загальні відомості
- Населення ради: 644 особи (станом на 2001 рік)

## Населені пункти
Сільській раді підпорядковані населені пункти:
- с. Папужинці

## Склад ради
Рада складається з 14 депутатів та голови.
- Голова ради: Граділенко Алла Василівна
- Секретар ради: Запорожець Оксана Сергіївна

### Керівний склад попередніх скликань
| Прізвище, ім'я, по батькові | Основні відомості                                                               | Дата обрання | Дата звільнення |
| --------------------------- | ------------------------------------------------------------------------------- | ------------ | --------------- |
| Савчук Наталія Євтухівна    | Сільський голова, 1957 року народження, освіта вища, позапартійна               | 26.03.2006   | 31.10.2010      |
| Савчук Наталія Євтухівна    | Сільський голова, 1957 року народження, освіта вища, член Партії регіонів       | 31.10.2010   | 07.03.2014      |
| Граділенко Алла Василівна   | Сільський голова, 1977 року народження, освіта середня спеціальна, позапартійна | 26.10.2014   |                 |

Примітка: таблиця складена за даними сайту Верховної Ради України

### Депутати
За результатами місцевих виборів 2010 року депутатами ради стали:

#### За суб'єктами висування
| Суб'єкт висування | Кількість обраних депутатів | %    |
| ----------------- | --------------------------- | ---- |
| Самовисування     | 13                          | 92,9 |
| Партія регіонів   | 1                           | 7,1  |

#### За округами
| № округу        | Прізвище, ім'я, по батькові   | Дата визнання обраним | Освіта             | Партійна приналежність                        | Відомості про обраного депутата                   |
| --------------- | ----------------------------- | --------------------- | ------------------ | --------------------------------------------- | ------------------------------------------------- |
| Партія регіонів |                               |                       |                    |                                               |                                                   |
| 7               | Ґудзь Валентина Петрівна      | 03.11.2010            | середня            | член Партії регіонів                          | Папужинська сільська рада, касир                  |
| Самовисування   |                               |                       |                    |                                               |                                                   |
| 1               | Ратушна Тетяна Вікторівна     | 03.11.2010            | вища               | член Політичної партії «Наша Україна»         | тимчасово не працює                               |
| 2               | Ратушний Сергій Дмитрович     | 03.11.2010            | середня            | член Всеукраїнського об'єднання «Батьківщина» | тимчасово не працює                               |
| 3               | Шахрай Євгеній Павлович       | 03.11.2010            | вища               | позапартійний                                 | м. Тальне РЕМ, інженер                            |
| 4               | Щербак Ольга Миколаївна       | 03.11.2010            | вища               | член Партії регіонів                          | Папужинська сільська рада, завідувачка бібліотеки |
| 5               | Чупрун Анатолій Павлович      | 03.11.2010            | вища               | позапартійний                                 | Папужинська сільська рада, землевпорядник         |
| 6               | Кича Галина Михайлівна        | 03.11.2010            | середня            | позапартійна                                  | Приватний магазин, продавець                      |
| 8               | Мельниченко Олена Степанівна  | 03.11.2010            | вища               | позапартійна                                  | ПП «Папужинці», головний бухгалтер                |
| 9               | Селезень Олександр Васильович | 03.11.2010            | середня            | позапартійний                                 | ПП «Папужинці», водій                             |
| 10              | Мельниченко Валерій Павлович  | 14.11.2010            | середня спеціальна | позапартійний                                 |                                                   |
| 11              | Ратушний Микола Іванович      | 03.11.2010            | вища               | член Партії регіонів                          | приватний підприємець                             |
| 12              | Ратушний Анатолій Дмитрович   | 03.11.2010            | вища               | член Політичної партії «Наша Україна»         | фермерське господарство «Гарт», голова            |
| 13              | Запорожець Оксана Сергіївна   | 03.11.2010            | середня            | член Партії регіонів                          | Папужинська сільська рада, секретар               |
| 14              | Запорожець Віталій Павлович   | 03.11.2010            | вища               | член Партії регіонів                          | ПП «Папужинці», завідувач МТФ                     |